# OpenProj
OpenProjは、Projityによってオープンソースで開発されたプロジェクト管理ソフトウェアである。Microsoft Projectの完全な代替を目指している。
Javaを基盤として開発され、Microsoft Windows、Linux、macOSなど様々なプラットフォームをサポートする。ファイル形式は、Microsoft Project 2003や2007のmpp形式のファイルに対応している。Microsoft Project 2010のファイルには対応していない。
2007年8月に最初のベータ版が公開され、2008年1月に正式版のバージョン1.0が公開された。
2008年9月23日、アメリカのセレナソフトウェアがProjityを買収した。買収時には「セレナソフトウェアでは、OpenProjをSerena OpenProjの名称で、オープンソースで提供し続けます。」とのコメントを発表していたが、翌10月1日にバージョン1.4をリリースしたのを最後に更新は行われていない。
2012年6月、創設者のマークとローレントは、ProjectLibreの名前で後継ソフトを開発していることを発表し、2012年8月31日に最初のベータ版をリリースした。彼らは、ProjectLibreはOpenProjのメジャーアップデートだと呼んでいる。

## 機能
- アーンド・バリューコスティング
- ガントチャート
- PERTグラフ
- 資源ブレイクダウンストラクチャー（英語版） (RBS) chart
- タスク使用状況レポート
- Work Breakdown Structure (WBS)チャート[1]